# Palloncino

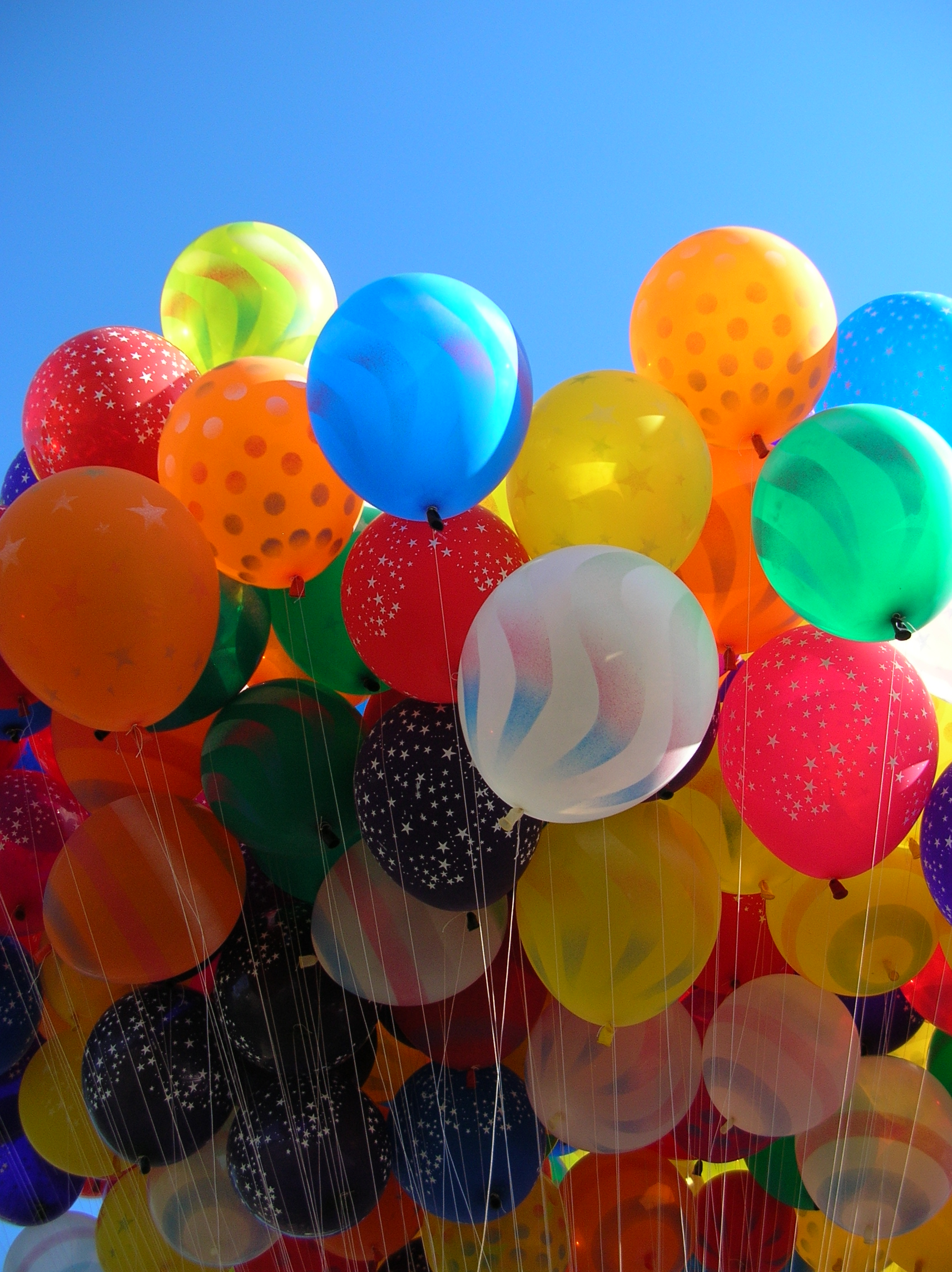
Palloncini colorati

Il palloncino è una sottile membrana in materiale gonfiabile (generalmente lattice o mylar) riempito di aria, elio, altri gas o acqua.
Può essere gonfiato con la bocca o con l'aiuto di pompe ad aria, manuali o elettriche, oppure usando bombole di gas compresso (ad esempio elio).

## Storia

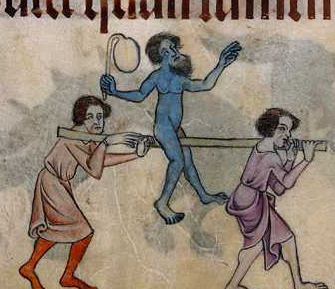
Illustrazione dal Salterio di Luttrell (1320-1340 circa) raffigurante un palloncino fatto con una vescica di maiale

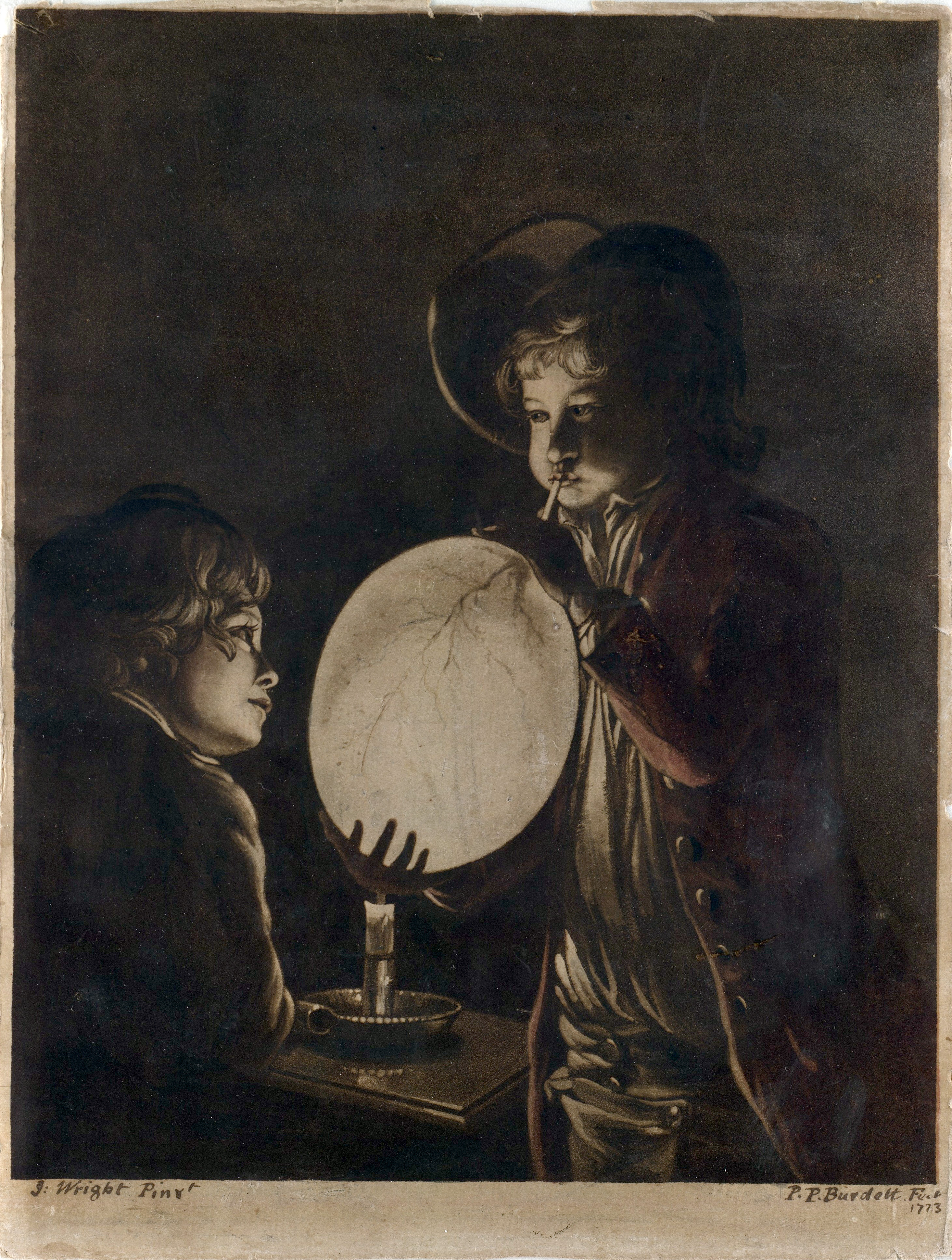
Dipinto che raffigura un bambino che gonfia un palloncino fatto con una vescica (1773 circa)

Prima dell'invenzione dei palloncini in lattice si usavano palloncini fatti con la vescica, lo stomaco o l'intestino degli animali. Riferimenti a questo tipo di palloncini rudimentali si trovano anche nei romanzi Il Robinson svizzero (1813) e Moby Dick (1851). Galileo Galilei utilizzò una vescica di maiale gonfiata con aria per i suoi esperimenti sul peso dell'aria.
Nel 1824, Michael Faraday, che stava usando il lattice nei suoi esperimenti con vari gas al Royal Institution, tra i quali l'idrogeno, creò i primissimi palloncini tagliando due strati di lattice a forma rotonda, sovrapponendoli ed unendoli assieme pressando i bordi, dopo avere cosparso i due strati nel loro lato interno con farina, per evitare che si incollassero tra loro. L'invenzione di Faraday fu sfruttata nel 1825 da Thomas Hancock per commercializzare un kit fai-da-te per creare palloncini; tale kit utilizzava una soluzione di gomma di trementina, che veniva gonfiata con una siringa e poi lasciata asciugare. I palloncini così creati risultavano appiccicosi, avevano forte di trementina e non erano resistenti al calore. Questi inconvenienti vennero superati nel 1847 da J.G. Ingram, che applicò il processo di vulcanizzazione ai palloncini, rendendoli così più resistenti alle variazioni di temperatura.
Nel 1901 David Harris, della Rubber Balloon Co. of America, brevettò il primo palloncino in lattice senza cuciture, simile al moderno palloncino in lattice. Al 1903 risale invece il brevetto di Arrah J. Whisler (anche lui della Rubber Balloon Co. of America), che introdusse nel processo di produzione di palloncini in lattice forme ovali o a uovo al posto delle forme sferiche, in modo da ottenere dei palloncini aventi uno spessore più uniforme possibile. Le forme sferiche infatti avevano l'inconveniente di produrre palloncini con uno spessore minore nel punto opposto al punto di gonfiaggio.
Nel 1931 Neil Tillotson produsse palloncini in lattice di forma differente dalla solita forma sferica immergendo del cartone tagliato a forma di testa di gatto nel lattice liquido. Tillotson produsse 2.000 dei suoi palloncini, chiamati "Tilly Cat", per un'azienda specializzata in gadget pubblicitari, la C. Decieco & Son, che li vendette in occasione della parata del Patriot's Day in Massachusetts. Incoraggiato dal successo della sua invenzione, Tillotson fondò un'azienda produttrice di palloncini, che chiamò inizialmente Gardner Rubber Co. e successivamente Tillotson Rubber Company. L'azienda di Tillotson produsse 5 milioni di palloncini nel primo anno di attività, ottenendo un fatturato di 85.000 dollari contro un investimento di soli 720 dollari, nonostante l'economia mondiale fosse scossa in quegli anni dalla Grande Depressione.

## Tipi
I palloncini possono essere riempiti con aria, elio, altri gas o acqua.
Sono venduti in varie forme, dimensioni e colori. I materiali più comunemente usati per fabbricare i palloncini sono il lattice e il mylar.
I palloncini pieni d'aria non volano, al contrario di quelli gonfiati con elio (detti anche "palloncini volanti"); l'elio infatti ha una densità minore rispetto all'aria, per cui tende a spostarsi verso l'alto.
Esistono diverse misure di palloncini; tradizionalmente questi si misurano in pollici, ed indicano il diametro del palloncino gonfio. Le misure più comuni per realizzare le sculture sono 5", 9", 11" e 12".

Oltre al classico palloncino che ha solo un'estremità, esiste anche un tipo di palloncino, chiamato Link o Loon, con due estremità.

### Palloncini in lattice
I palloncini in lattice sono quelli di gran lunga più diffusi e caratterizzati da una notevole elasticità; possono essere utilizzati nella loro forma originaria (goccia, sfera, cilindro, cuore, ciambella, ecc.) oppure modificati con torsioni, nodi, incastri per formare composizioni di balloon art o decorazioni.
Per la produzione di palloncini in lattice, a causa della maggiore elasticità e resilienza, si preferisce l'utilizzo di lattice naturale, ottenuto dagli alberi da gomma (Hevea brasiliensis), al posto del lattice sintetico.

### Palloncini foil

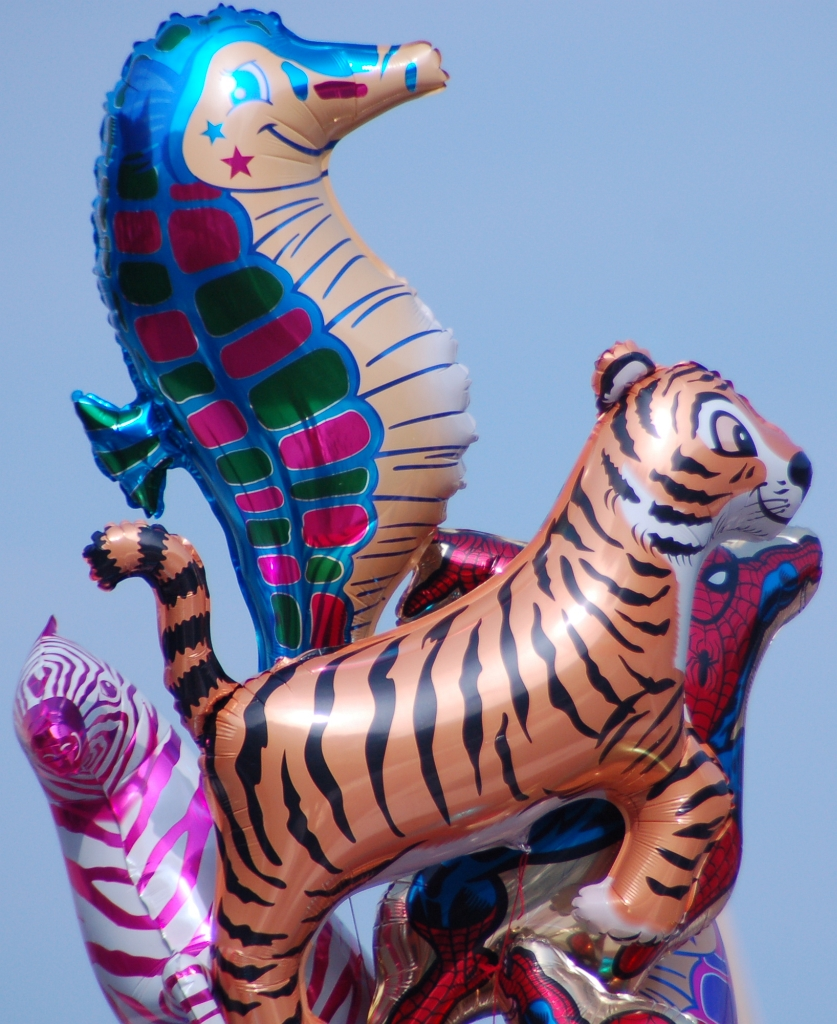
Palloncini foil dalla forma di animali

i palloncini in Mylar e Foil (materie plastiche della famiglia dei poliesteri) sono disponibili in varie dimensioni e forme. A differenza dei palloncini in lattice, non sono elastici e possono assumere solo la forma predeterminata in sede di fabbricazione.
A partire dagli anni settanta, cominciarono a essere prodotti dei palloncini più costosi e più duraturi, chiamati mylar (dal nome del materiale utilizzato). Questi sono fatti con due sottili strati di plastica metallizzata che vengono sovrapposti l'uno all'altro, tagliati secondo la forma prestabilita e poi uniti ai bordi con il calore. Questi palloncini hanno superfici riflettenti, brillanti e sono spesso stampati con immagini colorate, disegni o messaggi. Sono adatti per fare regali ed allestire qualsiasi tipo di festa. Questi, come i nastrini e gli oggetti di plastica usati per chiudere i palloncini in lattice, non sono biodegradabili. 
Questi palloncini sono conduttori di elettricità quindi, quando entrano in contatto con i cavi della corrente elettrica, causano cortocircuiti, incendi, danni ai pali della luce ed interruzioni al flusso della corrente elettrica. Di conseguenza è meglio tenerli lontano dalle linee della corrente ed evitare di cercare di prenderli quando sono su un palo della luce, altrimenti si rischia l'elettroshock. 
Questi palloncini, quando gonfiati, resistono molto di più rispetto a quelli in lattice, chiusi adeguatamente possono durare anche diverse settimane.

### Palloncini bubble
Esistono anche palloncini fatti di cloroprene, che sono molto grandi e resistenti, e palloncini fatti con una plastica elastica, chiamati bubble. Quest'ultimi sono spesso stampati con immagini o messaggi molto colorati e vengono usati per fare regali ed allestire feste di vario genere.

### Palloncini biodegradabili
Questi palloncini sono naturali, biodegradano più o meno alla stessa velocità di una foglia di quercia e scoraggiano la deforestazione perché gli alberi che producono il lattice non vengono abbattuti. Tuttavia, nonostante i palloncini ecologici e biodegradabili siano realizzati con materiale naturale e sostenibile, se vengono lasciati volare sono comunque dannosi perché potendo raggiungere alte quote, a causa della temperatura e della pressione bassa, si fratturano in tanti piccoli frammenti ("frattura fragile") che cadono a terra. In breve tempo si decompongono ma nell’intervallo possono essere dannosi alla fauna selvatica.

## Fabbricazione

### Palloncini in lattice naturale
Il processo di fabbricazione dei palloncini in lattice naturale inizia dall'estrazione della la linfa degli alberi della gomma (Hevea brasiliensis), ottenuta incidendo la corteccia degli alberi in diagonale e facendo colare il lattice in un secchiello. Il lattice è un liquido bianco o giallognolo, ma dopo essere stato esposto all'aria o al calore si trasforma in una sostanza solida ed elastica. Dopo essere stato raccolto e filtrato, il lattice miscelato con alcali per prevenirne la coagulazione, quindi viene stoccato ancora liquido all'interno di container e trasportato agli impianti di lavorazione.

Il lattice viene addizionato con sostanze coloranti (pigmenti), antidegradanti (che ne rallentano l'ossidazione e la decomposizione) e altri additivi per conferire al lattice le proprietà desiderate.
Il lattice viene quindi versato in vasche a temperatura controllata, dove sono immerse le forme precedentemente scaldate e immerse in una soluzione coagulante. Il lattice della vasca coagula quindi attorno alla forma, creando una membrana elastica. Attraverso l'utilizzo di spazzole o rulli viene quindi creato l'anello necessario per gonfiare i palloncini.
Le forme vengono quindi immerse in una soluzione lisciviante (generalmente acqua) per rimuovere il lattice in eccesso, quindi il lattice viene fatto indurire tramite un agente vulcanizzante addizionato precedentemente al lattice oppure svolgendo la vulcanizzazione all'interno di un forno.
Infine i palloncini vengono rimossi dalle forme con un getto d'aria o di acqua, asciugati in un'asciugatrice a tamburo, eventualmente stampati e confezionati. Nel caso siano stampati, i palloncini devono essere prima gonfiati.

## Utilizzi
I palloncini sono usati in varie situazioni: come gioco per divertire ed intrattenere i bambini (ad esempio legando ad un filo un palloncino gonfiato con elio oppure modellando un palloncino nella forma di fiori o animali), come elemento ludico e decorativo durante feste e festeggiamenti (ad esempio compleanni, matrimoni, ecc.), spettacoli o manifestazioni, nel gioco del tiro al bersaglio nei luna park, oppure riempito d'acqua per fare gavettoni.
Come elemento decorativo, i palloncini possono essere raggruppati assieme per formare diverse forme, come bouquet, archi e gazebi.
Tramite un macchinario chiamato stuffing machine si possono inserire regali all'interno dei palloncini; a questo scopo vengono utilizzati di solito palloncini abbastanza grandi per poter contenere regali, peluche o altri oggetti che non rischiano di bucare il lattice.
I palloncini sono utilizzati spesso anche in esperimenti di laboratorio in ambito didattico, ad esempio per dimostrazioni sulla legge di Archimede e sullo sviluppo di gas nelle reazioni chimiche.

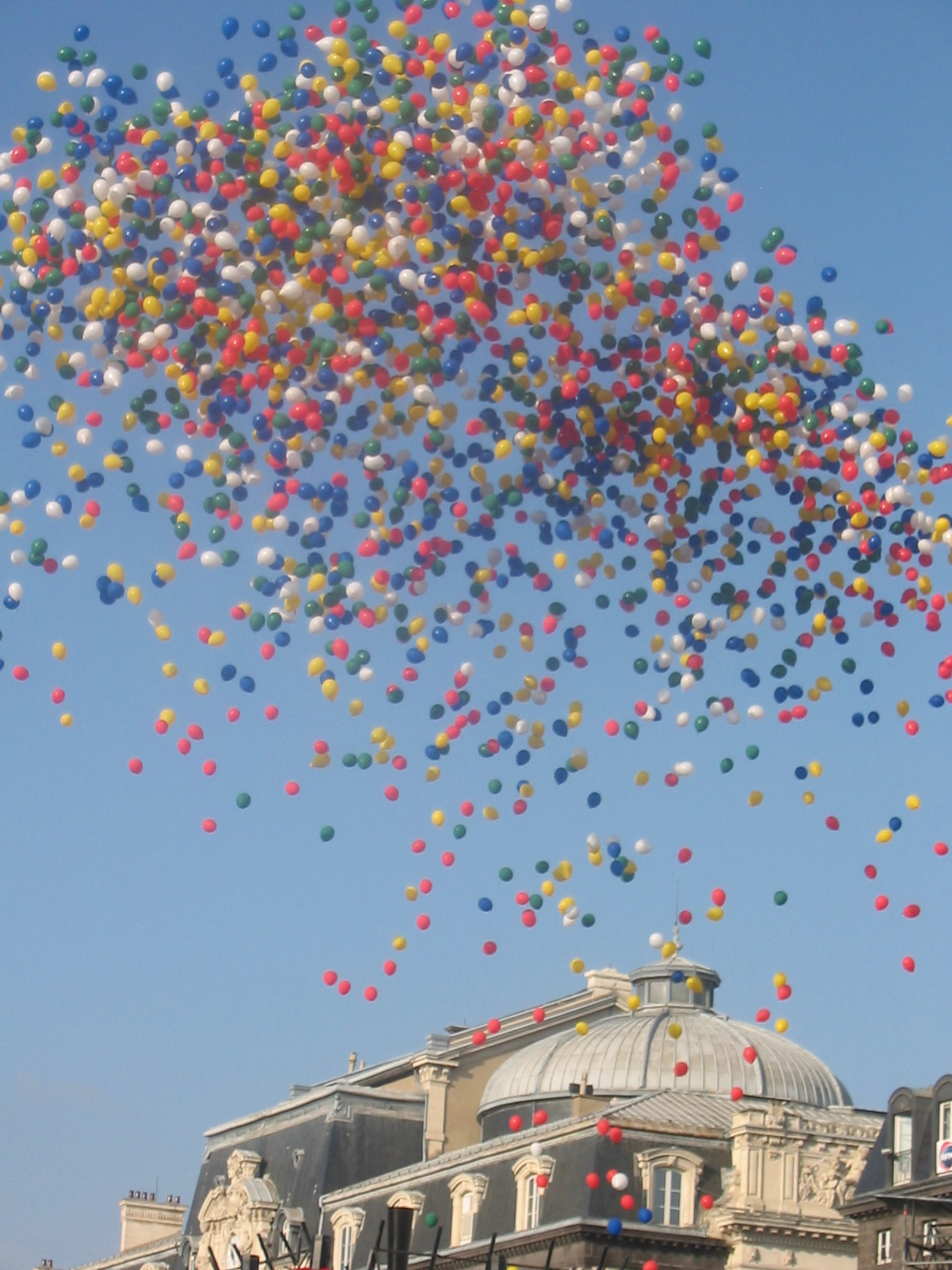
Lancio di palloncini in occasione dell'inaugurazione del tram, Place de Jaude a Clermont-Ferrand
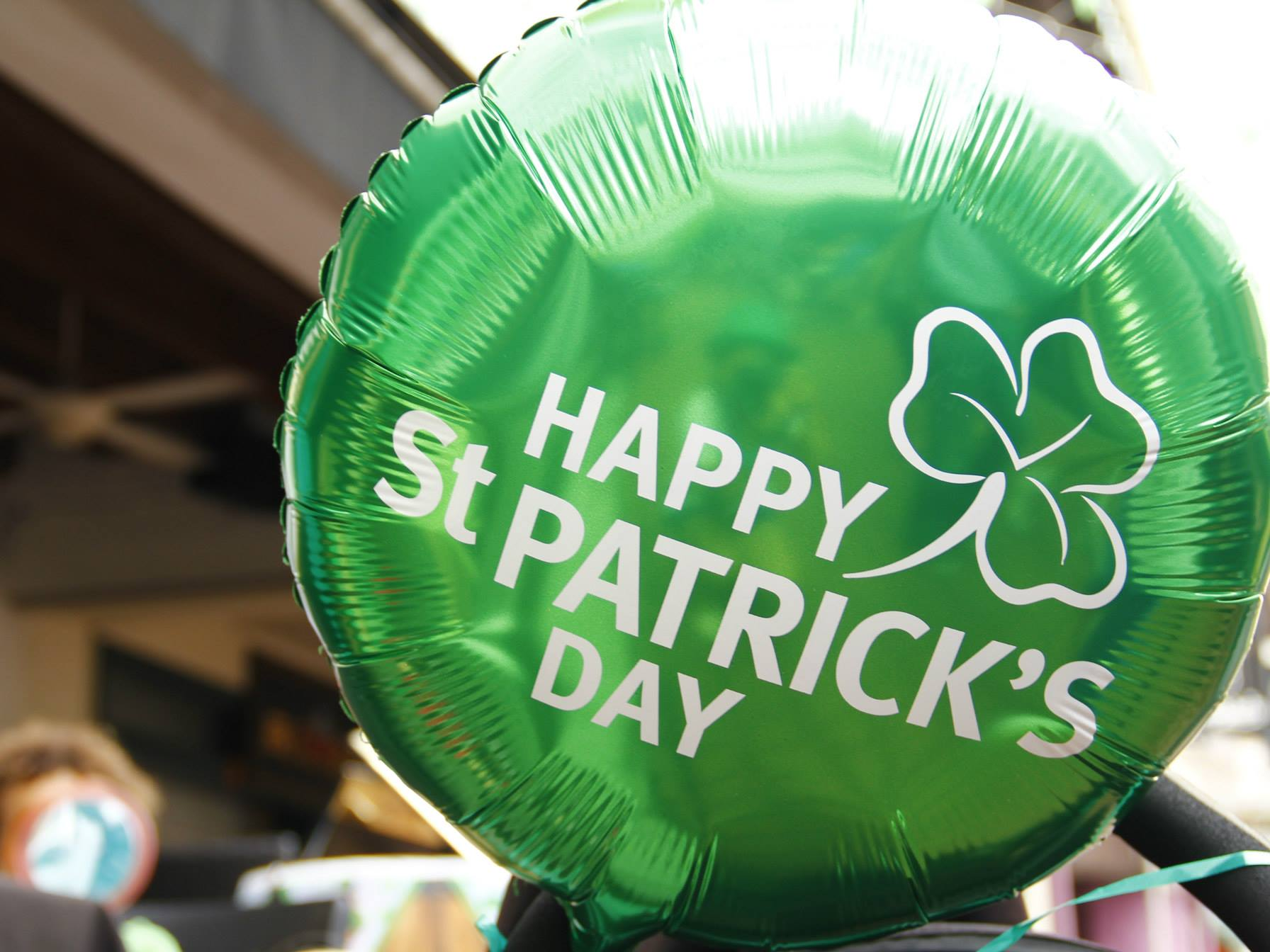
Palloncino stampato per celebrare la festa di San Patrizio
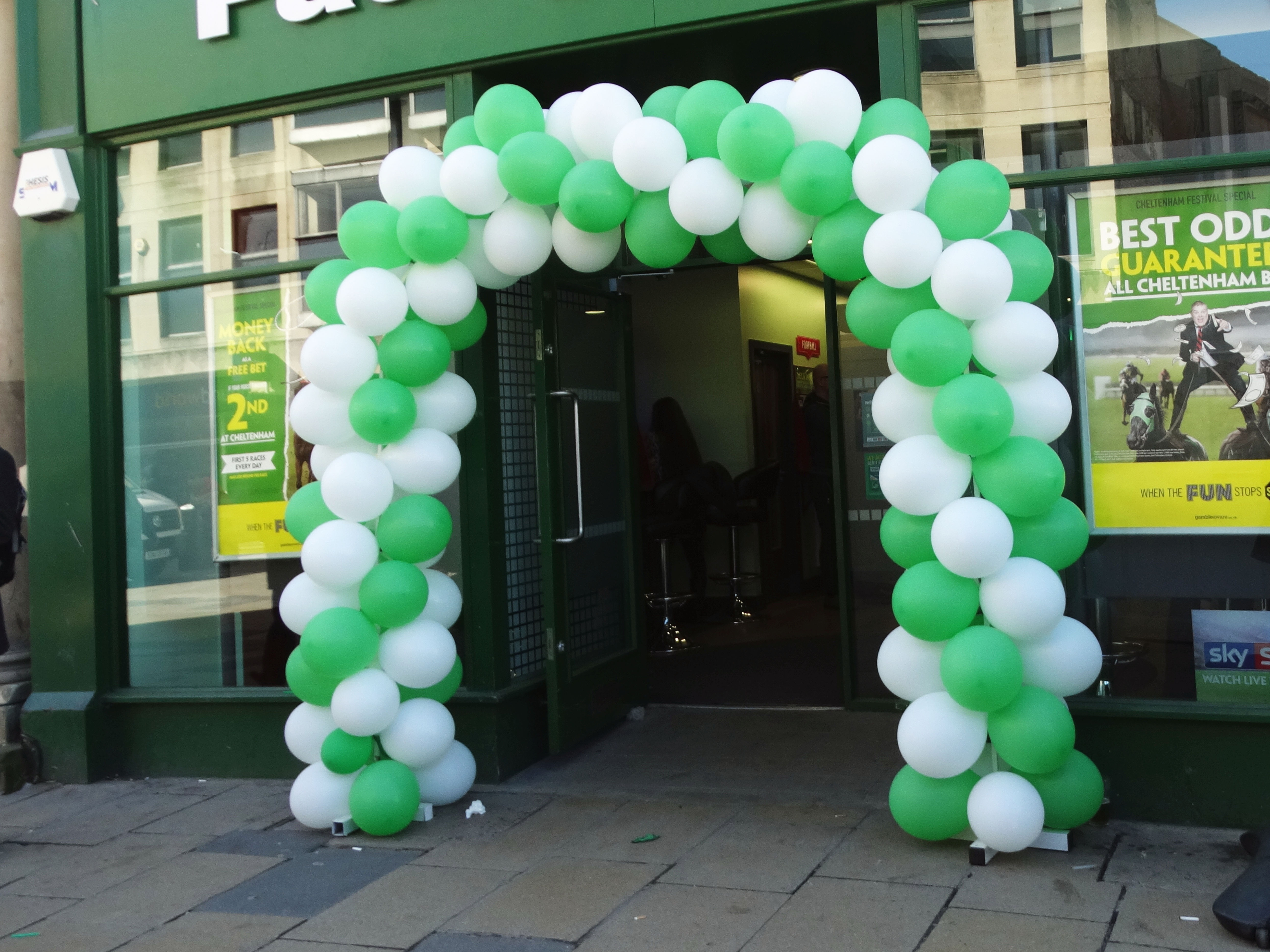
Arco decorativo fatto di palloncini
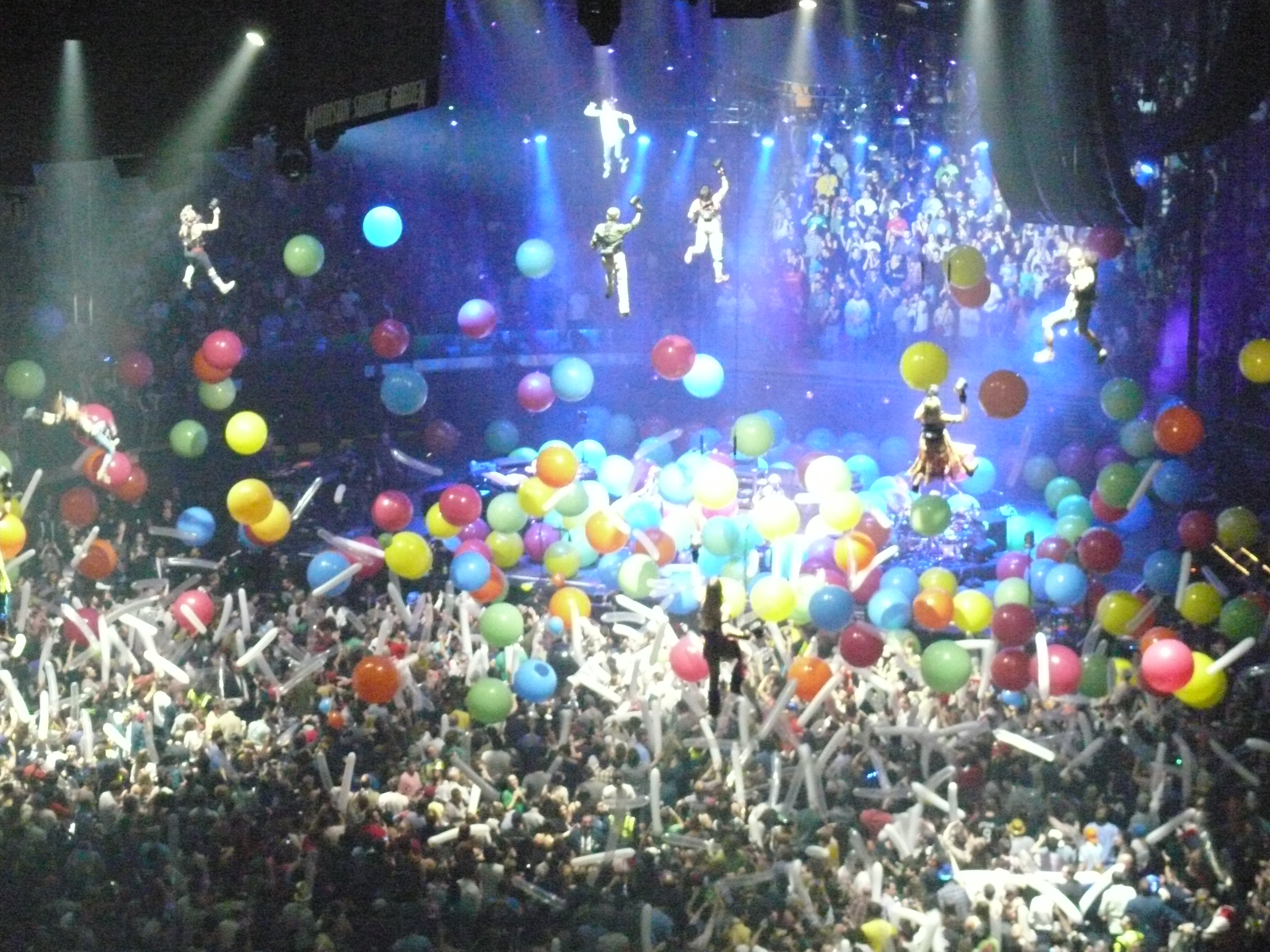
Utilizzo di palloncini durante uno spettacolo
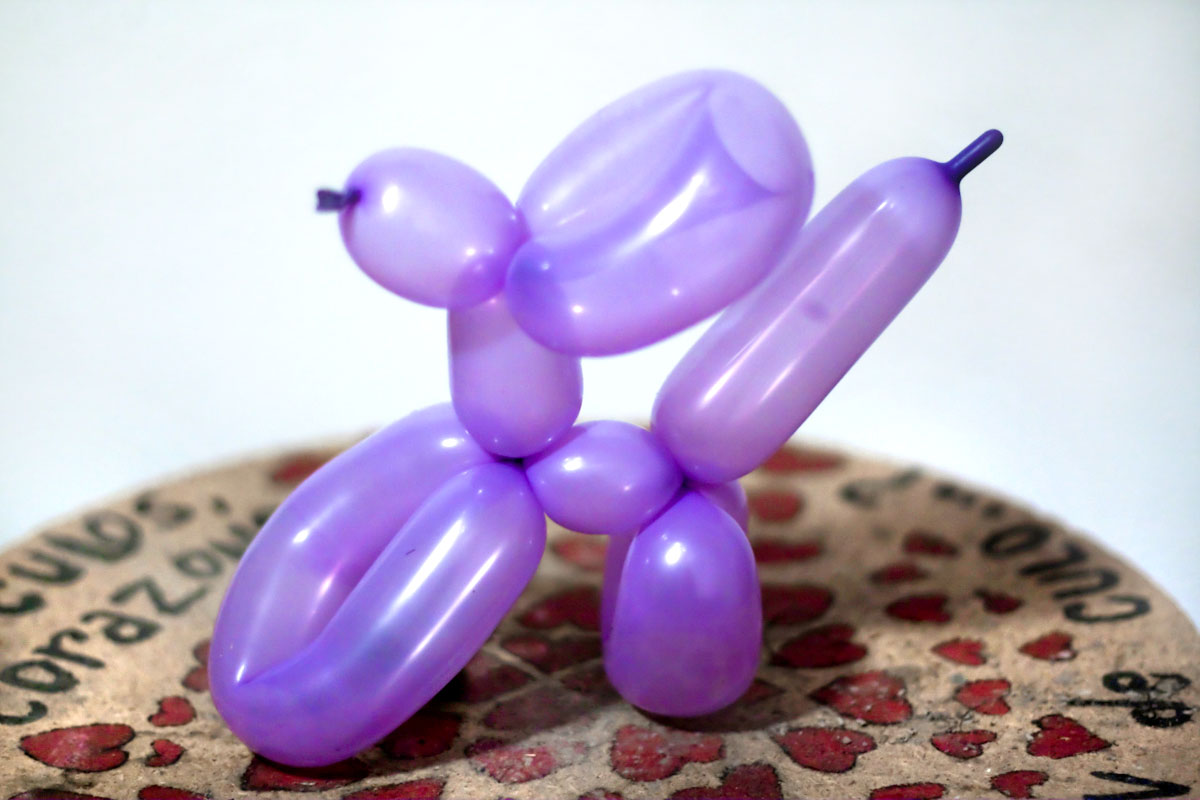
Palloncino modellato a forma di cagnolino
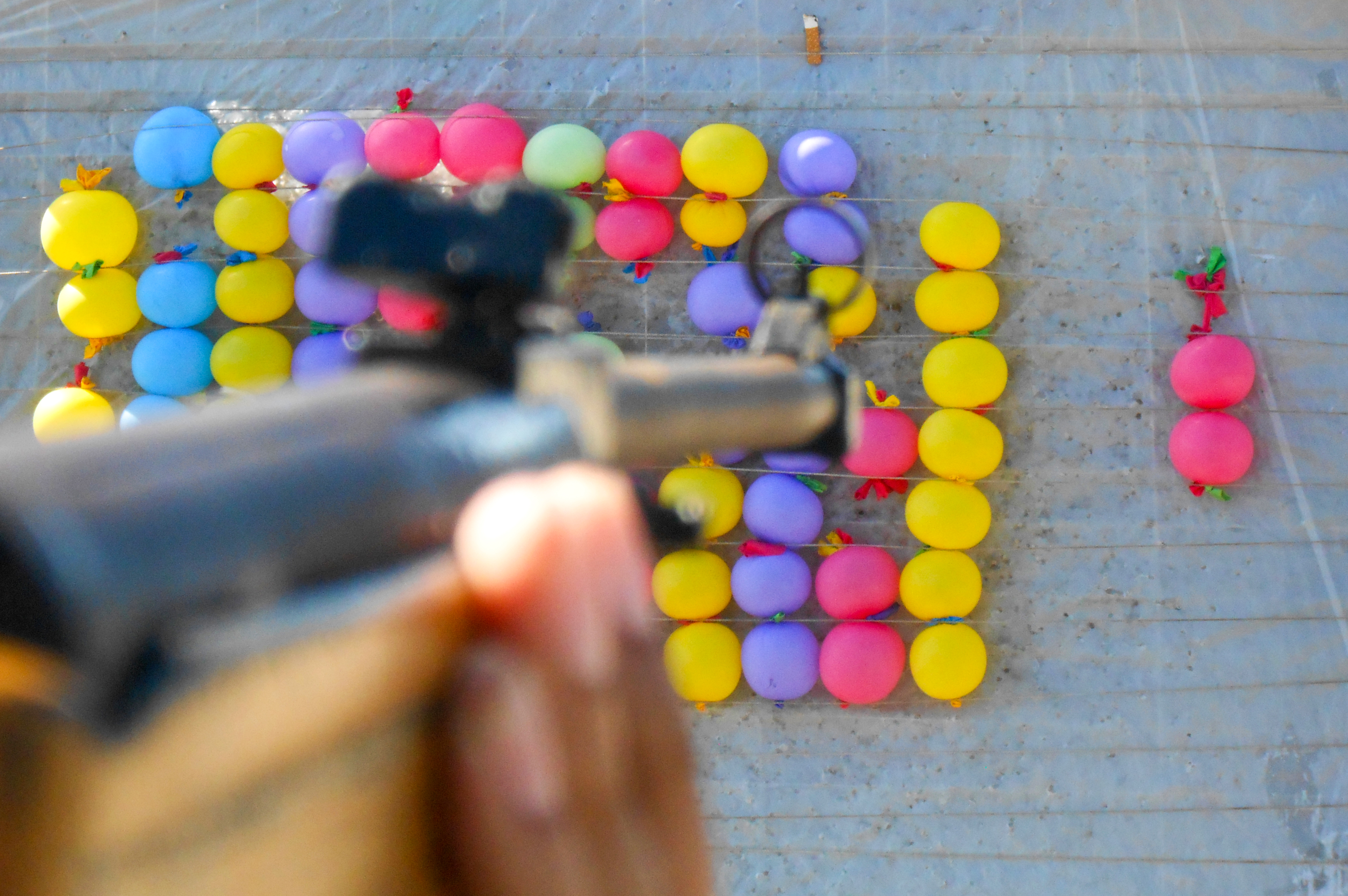
Tiro al bersaglio con palloncini come bersaglio
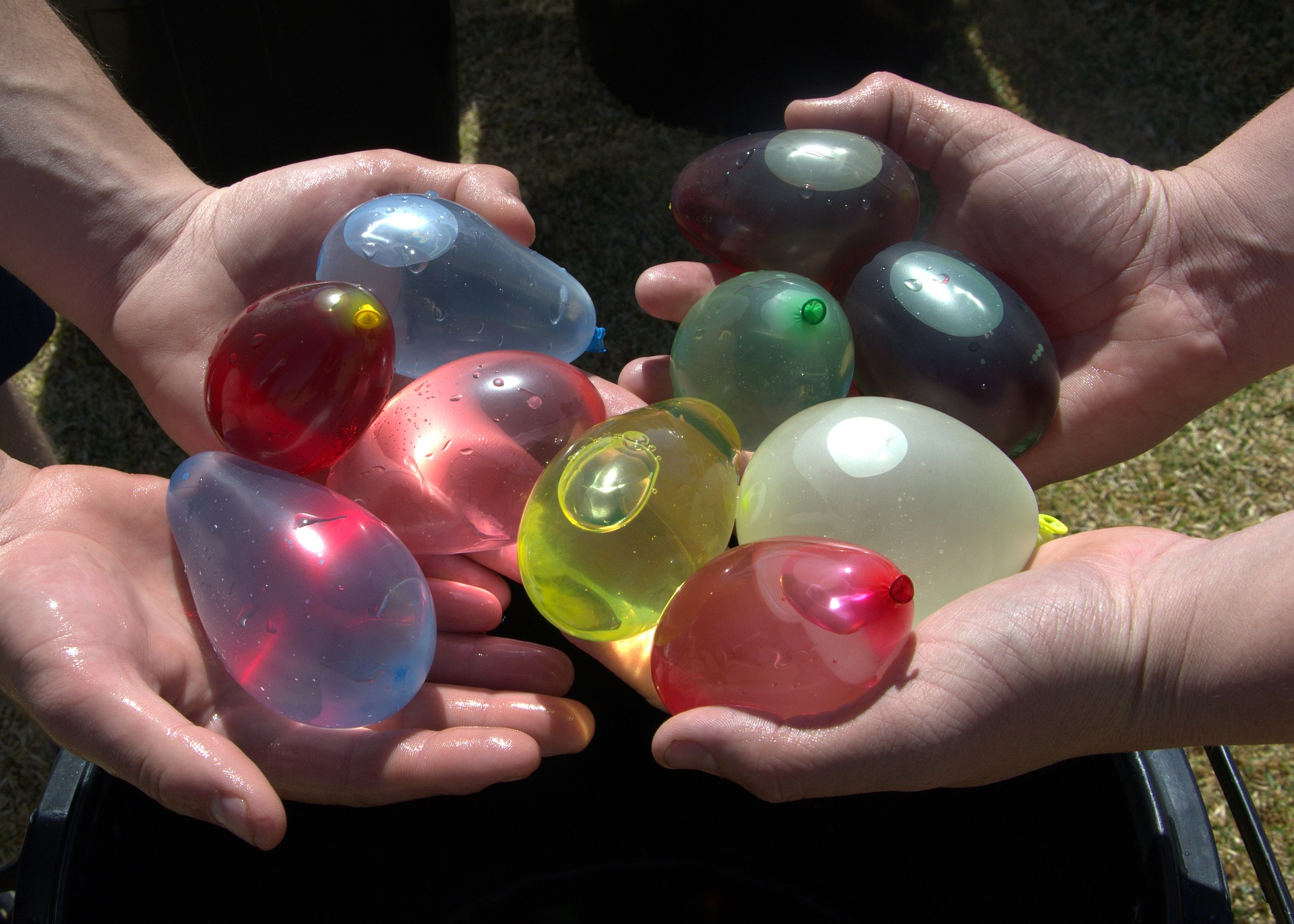
Palloncini riempiti d'acqua per fare un gavettone
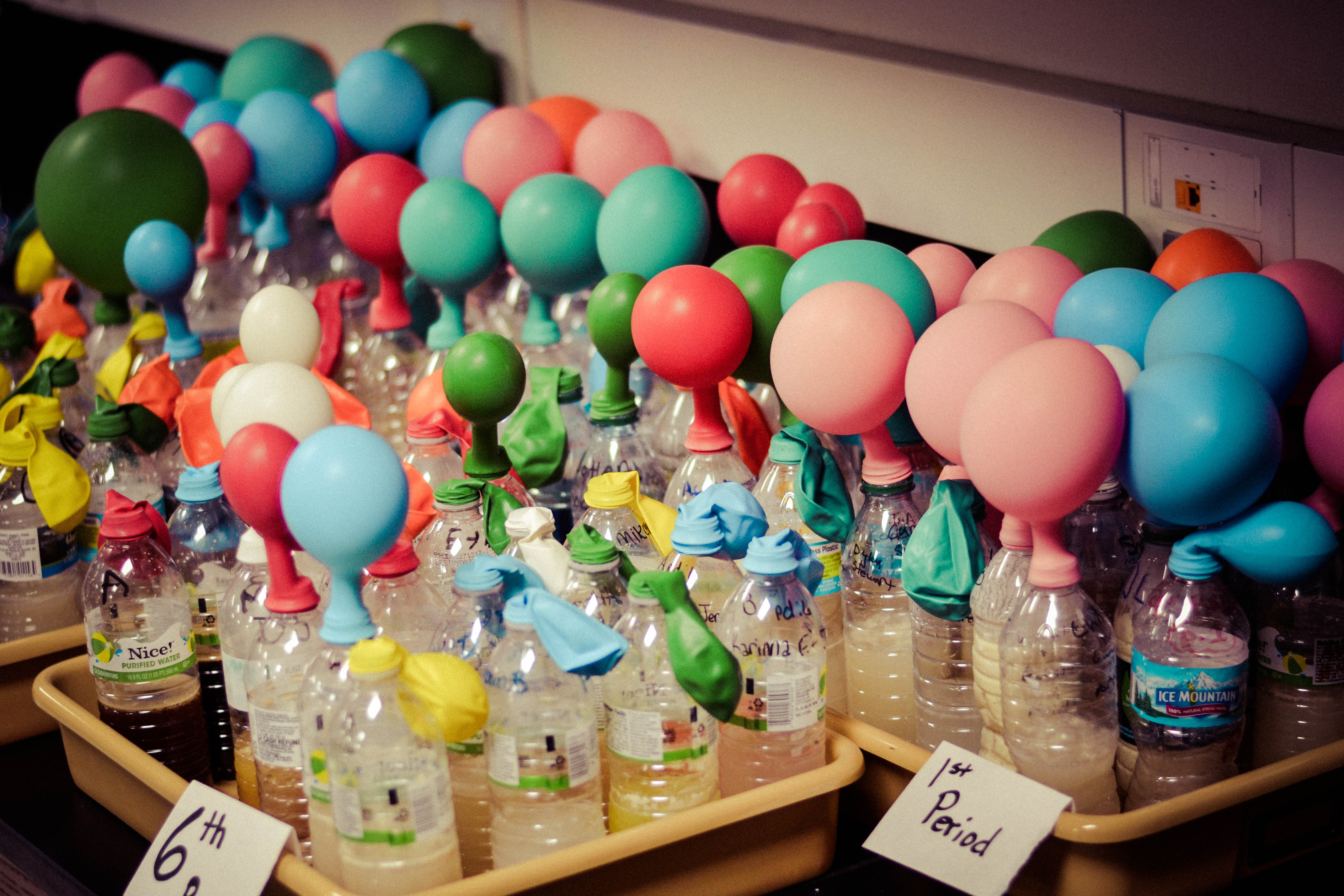
Utilizzo di palloncini in un esperimento didattico sulla produzione di anidride carbonica da parte dei lieviti

## Effetti sulla salute
Soffiare un palloncino con la bocca fa bene alla salute perché esercita i muscoli intercostali, che si espandono e sollevano le costole e il diaframma, migliorando la funzionalità polmonare e la saturazione di ossigeno. Questo esercizio può migliorare la postura, la stabilità e i modelli di respirazione e aiuta ad aumentare la capacità polmonare, rendendolo utile per condizioni come fibrosi polmonare, BPCO o asma. Inoltre, l’atto di gonfiare un palloncino favorisce la respirazione profonda, che può ridurre lo stress e l’ansia, migliorare la salute cardiovascolare e aumentare la capacità polmonare. Inoltre, il gonfiaggio del palloncino si oppone al diaframma per una respirazione efficiente e aiuta ad aumentare la pressione intra-addominale, rendendolo un esercizio utile per la riabilitazione e la funzione respiratoria.

### Rischio di soffocamento
Secondo il Journal of the American Medical Association, su 373 bambini deceduti negli Stati Uniti tra il 1972 e il 1992 per soffocamento dovuto a prodotti per bambini, quasi un terzo è morto per soffocamento causato da palloncini in lattice. La Consumer Products Safety Commission (CPSC) ha scoperto che i bambini avevano inalato palloncini in lattice interi o erano soffocati con frammenti di palloncini rotti.
Parents, una rivista mensile sull'educazione dei bambini, ha consigliato ai genitori di acquistare palloncini in Mylar invece di palloncini in lattice.

## Inquinamento

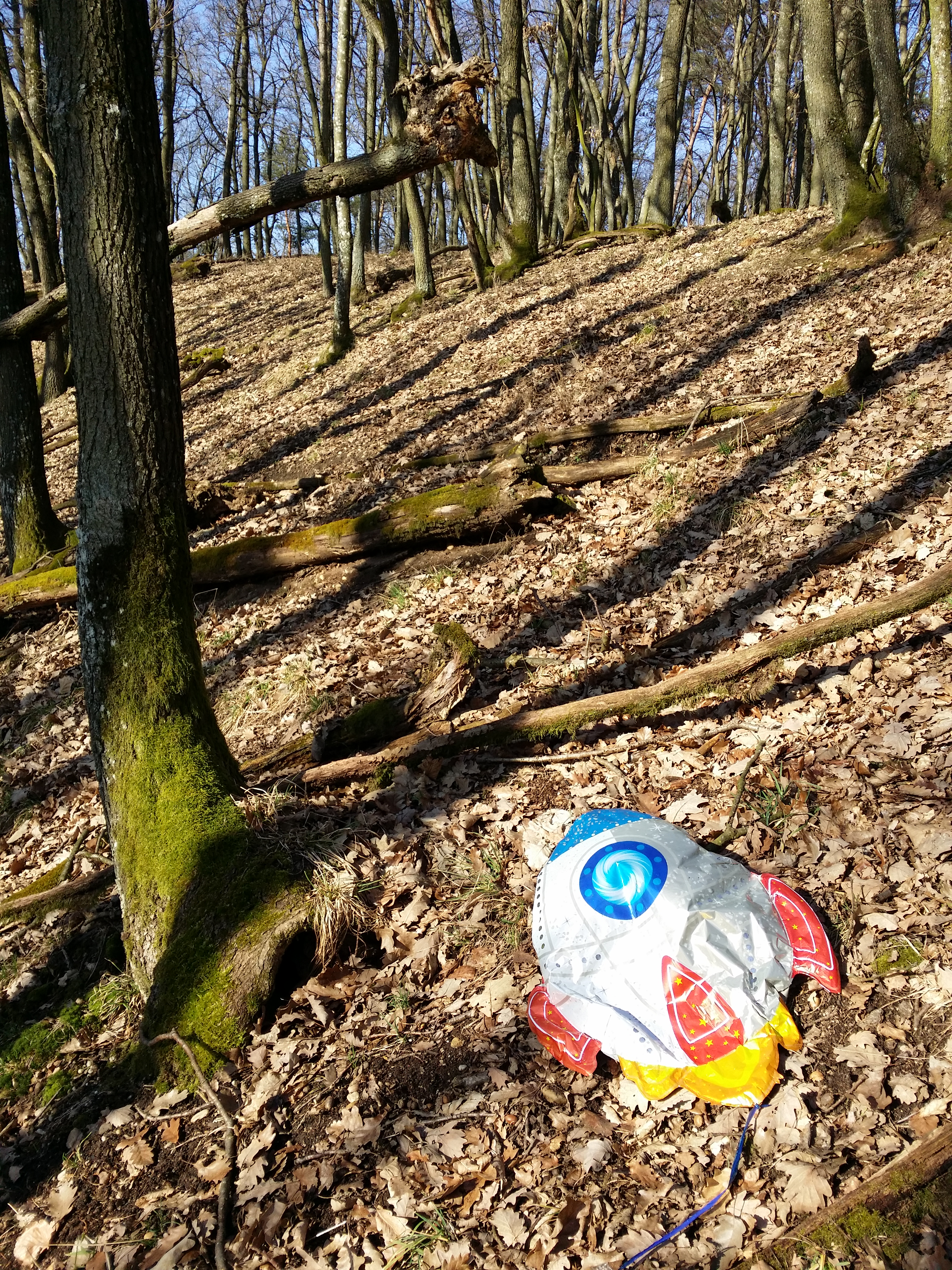
Rifiuto di palloncino foil in una foresta